# Cyloni
Cyloni to nazwa cywilizacji robotów, walczącej z ludzkością w seriach filmów science fiction Battlestar Galactica. 

## Battlestar Galactica (serial telewizyjny 1978)
W pierwszej serii Cyloni to roboty, zbudowane setki lat wcześniej przez gadokształtną rasę Cylonów, od której wzięły swoją nazwę. Rasa potem wyginęła, pozostawiając po sobie rozwijające się mechanizmy. W tej serii Cyloni mieli postać tradycyjnych robotów o metalowych korpusach.

## Galactica 1980
W kontynuacji serialu pojawiają się epizodycznie humanoidalni, choć mechaniczni Cyloni.

## Battlestar Galactica (serial telewizyjny 2004)
W nowej serii Cyloni są wytworami ludzi, stworzonymi by spełniać różne funkcje służebne. Cyloni w którymś momencie zbuntowali się przeciw swym stwórcom i wdali w krwawą wojnę. Wojna skończyła się rozejmem, po którym Cyloni zniknęli na wiele lat w niewiadomym obszarze kosmosu. W tym czasie ich społeczność ewoluowała, a same roboty zaczęły przyjmować inne postacie, w tym stworzenia humanoidalne, nie do odróżnienia od człowieka. Po ponad 40 latach Cyloni wrócili i zaatakowali 12 kolonii kobolu, obracając je w perzynę. Ocalały niedobitki, z tytułowym okrętem "Battlestar Galactica" na czele. Tak masowe zniszczenie było możliwe dzięki wcześniejszej silnej infiltracji ziemskich kolonii przez nieznanych ludziom humanoidalnych Cylonów. Jak się okazuje, także kolonialne statki są silnie przez nich obsadzone.

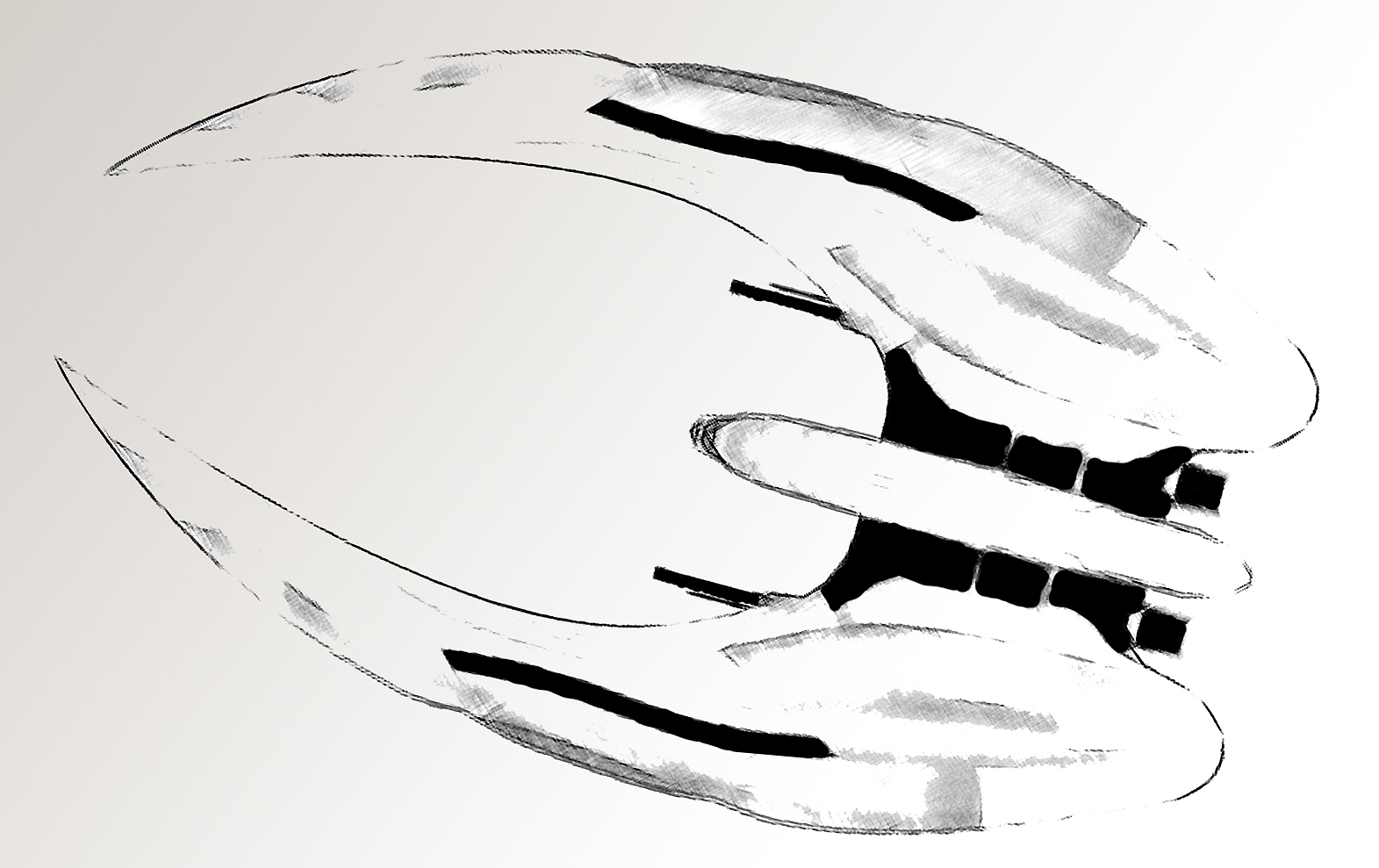
Cylon Raider

Cyloni o ludzkich postaciach występują w 12 typach, w wielu egzemplarzach. Niektóre egzemplarze są do tego stopnia zakonspirowane, że nieświadome swojej prawdziwej natury (np. Sharon Valerii- Numer Osiem). Cyloni mechaniczni występują pod postaciami humanoidalnych Centurionów, statków-robotów - Raiderów oraz statków-baz. Wszystkie mają komponenty biologiczne.
Cyloni posiadają swoją monoteistyczną religię, w odróżnieniu od religii ludzi bazującej na mitologii greckiej i rzymskiej. Cyloni swoje działanie motywują właśnie pobudkami religijnymi, tj. wypełnianiem woli bożej.